# 科尔内利亚德尔特里
科尔内利亚德尔特里，是西班牙加泰罗尼亚赫罗纳省的一个市镇。总面积28平方公里，总人口1870人（2001年），人口密度67人/平方公里。